# Leopoldo Ernesto Firmian
Leopoldo Ernesto Firmian (Leopold Ernst von Firmian in tedesco) (Trento, 22 settembre 1708 – Passavia, 13 marzo 1783) è stato un cardinale e vescovo cattolico austriaco, conosciuto come Leopoldo III a Seckau e Passavia e come Leopoldo I a Trento.

## Biografia
Leopoldo Ernesto Firmian nacque il 22 settembre 1708 a Trento, figlio del barone Francesco Alfonso Firmian e di sua moglie, la contessa Barbara Elisabetta Thun. Suo zio era Leopoldo Antonio Eleuterio Firmian, arcivescovo di Salisburgo. Suo fratello minore, il futuro plenipotenziario austriaco di Milano, Carlo Giuseppe di Firmian.
Avviato alla carriera ecclesiastica, compì gli studi ginnasiali nella città natale, per poi passare alla facoltà di filosofia di Graz (1724-1726) e poi a quella di teologia del pontificio Collegium Germanicum di Roma (1726-1729).
Venne ordinato sacerdote il 25 settembre 1729 ma con dispensa papale per non aver ancora raggiunto l'età prescritta.
Fu eletto vescovo di Seckau il 13 febbraio 1739; gli venne poi concessa, anche in questo caso, una particolare dispensa per poter accettare anche l'incarico di vescovo ausiliare di Trento, accanto al principe vescovo in carica Domenico Antonio Thun: incarico affidatogli dal capitolo della cattedrale il 29 maggio 1748 a causa dei gravi problemi amministrativi e organizzativi della diocesi. Dopo aver rinunziato a quest'ultimo incarico il 20 gennaio 1756, venne eletto vescovo di Passavia il 1º settembre 1763 e ottenne due anni dopo la Gran Croce dell'Ordine Reale di Santo Stefano da parte dell'Imperatore d'Austria.
Nominato cardinale presbitero nel concistoro del 14 dicembre 1772, non prese parte al conclave del 1774-1775 che elesse papa Pio VI. Ricevette la porpora cardinalizia ed il titolo di San Pietro in Montorio nel concistorio celebrato da Pio VI a Vienna il 19 aprile 1782.
Morì a Passavia il 13 marzo 1783 e la sua salma venne esposta nella cattedrale, ove venne successivamente sepolta.

## Genealogia episcopale e successione apostolica
La genealogia episcopale è:
- Cardinale Guillaume d'Estouteville, O.S.B.Clun.
- Papa Sisto IV
- Papa Giulio II
- Cardinale Raffaele Sansone Riario
- Papa Leone X
- Papa Paolo III
- Cardinale Francesco Pisani
- Cardinale Alfonso Gesualdo di Conza
- Papa Clemente VIII
- Cardinale Pietro Aldobrandini
- Cardinale Laudivio Zacchia
- Cardinale Antonio Barberini, O.F.M.Cap.
- Cardinale Marcantonio Franciotti
- Papa Innocenzo XII
- Cardinale Leopold Karl von Kollonitsch-Lipót
- Cardinale Johann Philipp von Lamberg
- Arcivescovo Franz Anton von Harrach zu Rorau
- Arcivescovo Leopoldo Antonio Eleuterio Firmian
- Cardinale Leopoldo Ernesto Firmian

La successione apostolica è:
- Vescovo Anton Felix Ciurletti (1744)
- Arcivescovo Joseph Adam von Arco (1764)
- Vescovo Franz Karl Maria Cajetan von Firmian (1774)
- Vescovo Thomas Johann Kaspar von Thun und Hohenstein (1777)

## Stemma
| Immagine | Blasonatura                                                      |
| -------- | ---------------------------------------------------------------- |
| \| \|    | Leopoldo Ernesto Firmian Cardinale, principe-vescovo di Passavia |
|          |                                                                  |